# Irodalmi díj
Az irodalmi díj egy olyan díj, melyet olyan szerzőknek adnak, akik valamilyen kiemelkedő művet vagy műveket hoztak létre. A költészettől a regényig számtalan formában szokás irodalmi díjat osztani. Sok díj kifejezetten egy bizonyos kategóriára vagy műfajra koncentrál, míg mások általánosabb kereteket szabnak. A legtöbb irodalmi díj párosul egy díjátadó ünnepséggel és anyagi jellegű juttatással is.
A legjelentősebb irodalmi díjak közt tartják számon az Irodalmi Nobel-díjat, a Booker-díjat, a Goncourt-díjat, a Pulitzer-díjat, a Neustadt-díjat és a Hugo-díjat.
Az elmúlt években néhány médiavállalat támogatásával új díjak jöttek létre, mint például a Quill-díj, melyet először 2005-ben adtak át, vagy az AWB Vincent irodalmi díj 2000-től kezdődően.
A magyar irodalmi díjak közül a legfontosabbak:
1. Balassi Bálint-emlékkard
2. Baumgarten-díj
3. József Attila-díj
4. Mészöly Miklós-díj
5. Szép Ernő-jutalom
6. Márai Sándor-díj
7. Magyarország Babérkoszorúja díj
8. Arany János-díj

## Külső hivatkozások
- List of British literary prizes
- Literary Awards News
- The American Ireland Fund Literary Award Archiválva 2007. október 16-i dátummal a Wayback Machine-ben
- Author Ranking by Literary Awards: ranked lists of authors that received prominent literary award honors